# Puno (département)
Le département de Puno (en espagnol : Departamento de Puno) est une région du sud-est du Pérou. Sa capitale est la ville de Puno

## Géographie
La région est située au Pérou sur le haut plateau (meseta) de Collao, le plus haut de toute la Cordillère des Andes. Son relief est plan, à une altitude de quasi 4 000 m.
| Région de Cuzco.                     | Région de Madre de Dios |         |
|                                      | la région de Puno       | Bolivie |
| Région d'Arequipa Région de Moquegua | Région de Tacna         |         |

Son aspect est celui d'une immense plaine couverte de pâturages et de cultures, avec à l'horizon l'émergence de sommets enneigés.
Le climat est froid sur les bords du lac Titicaca ainsi que dans les vallées qui atteignent 4 000 m d'altitude. Au-dessus de 4 500 m, le climat est glacial. Mais, dans la forêt amazonienne, le climat est chaud. Dans la capitale, la moyenne annuelle est de 8 °C, avec un minimum de −1 °C.

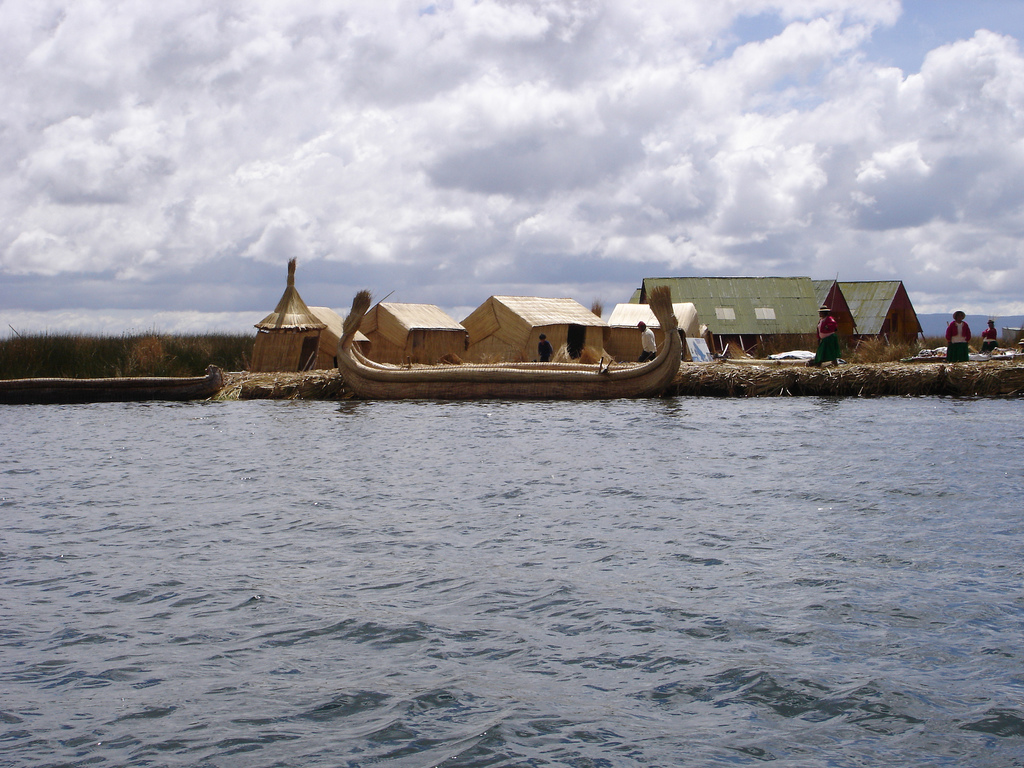
Lac Titicaca, qui est en partie situé dans la région de Puno

## Histoire
La région a été fondée le 26 avril 1822, juste  après l’Indépendance de la Bolivie et du Pérou lors de l’éclatement de l’empire espagnol.

## Divisions administratives
La région de Puno est composée de 13 provinces qui sont elles-mêmes divisées en 108 districts :
|  | - Azángaro - Carabaya - Chucuito - El Collao - Huancané - Lampa - Melgar - Moho - Puno - San Antonio de Putina - San Román - Sandia - Yunguyo |